# Truy hung giả dã
Truy hung giả dã (tiếng Trung: 追凶者也) là một phim điện ảnh Trung Quốc năm 2016 đề tài tội phạm hài kịch, đạo diễn bởi Tào Bảo Bình với sự tham gia của các diễn viên Lưu Diệp, Trương Dịch, Đoạn Bác Văn, Vương Tử Văn, Đàm Trác, Vương Nghiễn Huy, Nhan Bắc và Tôn Lỗi .Phát hành ở Trung quốc vào ngày 14 tháng 9 năm 2016 .

## Tóm tắt
Một vụ giết người xảy ra ở một thị trấn nhỏ ở Đông Nam Trung Quốc, một thợ cơ khí địa phương, được biết đến với sự trung thực là người bị nghi ngờ, anh buộc phải cố gắng điều tra và gỡ tội cho mình khám phá một số sự thật lớn hơn.

## Diễn viên
- Lưu Diệp
- Trương Dịch
- Đoạn Bác Văn
- Vương Tử Văn
- Đàm Trác
- Vương Nghiễn Huy
- Nhan Bắc
- Tôn Lỗi

## Nhạc phim
| Tên                 | Lời       | Soạn nhạc | Trình bày             | Ghi chú       |
| ------------------- | --------- | --------- | --------------------- | ------------- |
| Liệt nhật chước tâm | Tiểu Hùng | Âu Ca     | Lưu Diệp, Trương Dịch | Nhạc kết phim |

## Phòng vé
Bộ phim đã thu 136 triệu Nhân Dân Tệ tại Trung Quốc .

## Giải thưởng
| Lễ trao giải                                     | Hạng mục                        | Người nhận          | Kết quả   | Ghi chú |
| ------------------------------------------------ | ------------------------------- | ------------------- | --------- | ------- |
| Liên hoan phim quốc tế Thượng Hải                | Phim xuất sắc nhất              |                     | Đề cử     |         |
| Liên hoan phim quốc tế Thượng Hải                | Nam diễn viên xuất sắc nhất     | Lưu Diệp            | Đoạt giải |         |
| Liên hoan phim quốc tế Trung Quốc                | Đạo diễn xuất sắc nhất          | Tào Bảo Bình        | Đoạt giải |         |
| Giải thưởng của hội đạo diễn điện ảnh Trung QUốc | Nam diễn viên xuất sắc nhất     | Trương Dịch         | Đoạt giải |         |
| Kim kê                                           | Nam diễn viên phụ xuất sắc nhất | Trương Dịch         | Đề cử     | [ 5 ]   |
| Diễn đàn điện ảnh thanh niên trung quốc          | Nhà soạn nhạc mới xuất sắc nhất | Đức Cách Tài Nhượng | Đoạt giải |         |
| Giải thưởng truyền thông điện ảnh trung quốc     | Nam diễn viên phụ xuất sắc nhất | Trương Dịch         | Đề cử     | [ 6 ]   |